# フランティシュコヴィ・ラーズニェ
フランティシュコヴィ・ラーズニェ（チェコ語: Františkovy Lázně [ˈfraɲcɪʃkovɪ ˈlaːzɲɛ] ( 音声ファイル), ドイツ語: Franzensbad）は、チェコの都市。温泉保養地として有名である。

## 姉妹都市
- バート・ゾーデン・アム・タウヌス、ドイツ
- ニジニ・タギル、ロシア